# Demografía de la provincia de León
La demografía de León contiene las bases del estudio sobre la población leonesa en distintos campos, como puede ser la cuantificación demográfica y la cualitativa, es decir las cualidades en su estado laboral, su renta, su edad, etc. León tiene una población de 499.284 habitantes al 1 de enero de 2010, según el Instituto Nacional de Estadística (INE). Se trata de la 32.º provincia más poblada de España; siendo su densidad de población (32,04 hab/km² según INE 2008) menor que la media nacional (93,17 hab/km²).

## Evolución

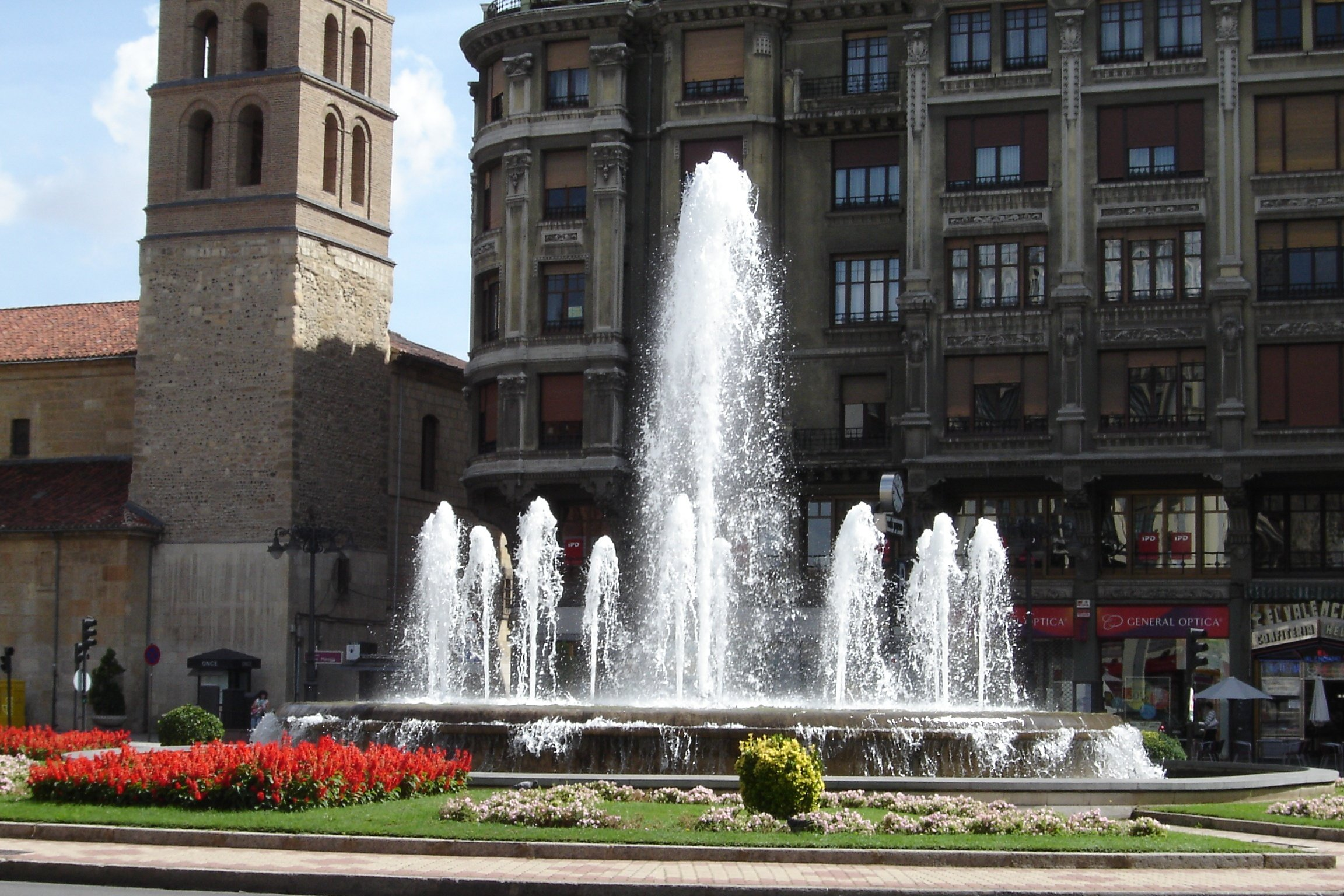
León.

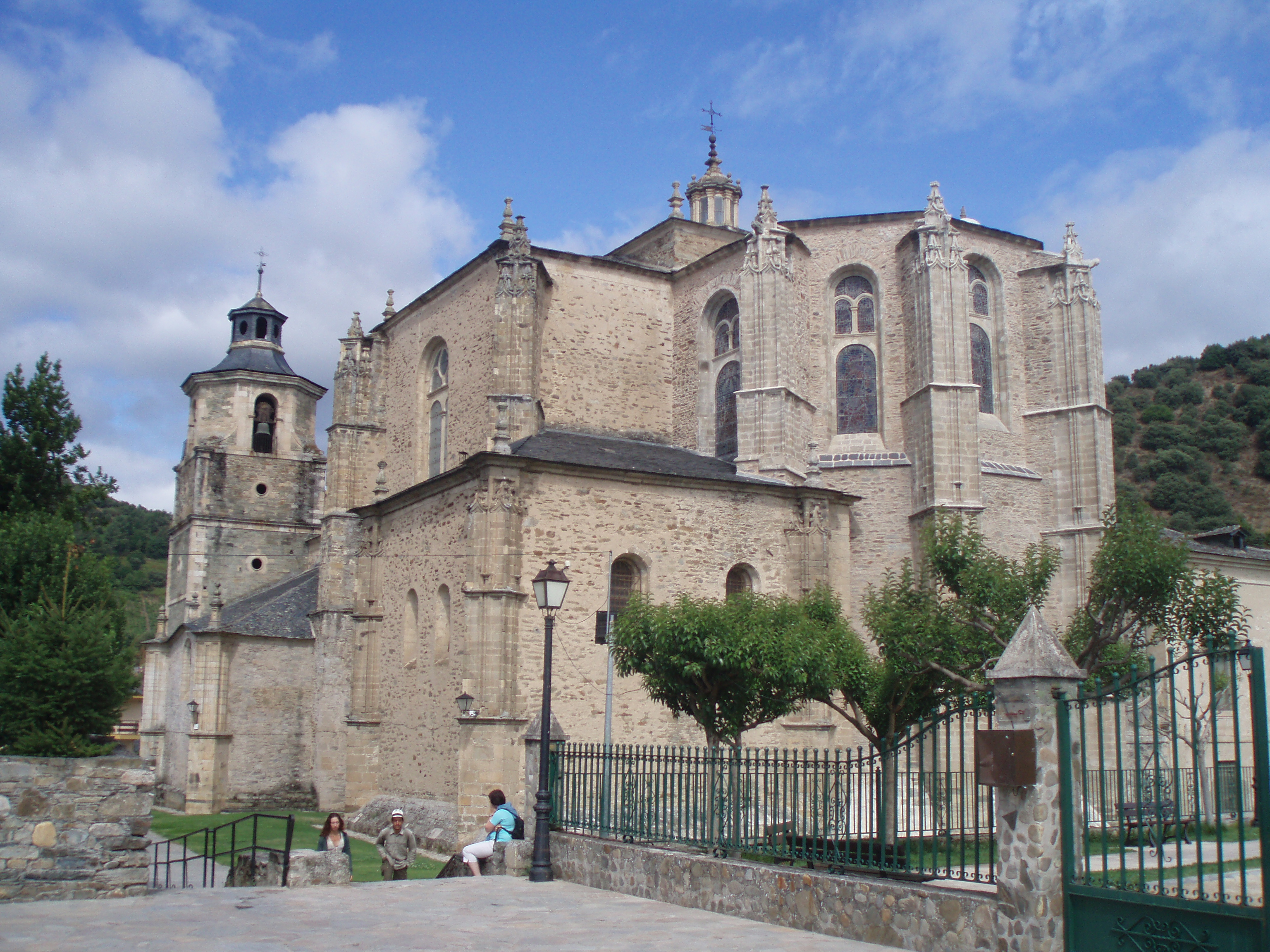
Villafranca del Bierzo.

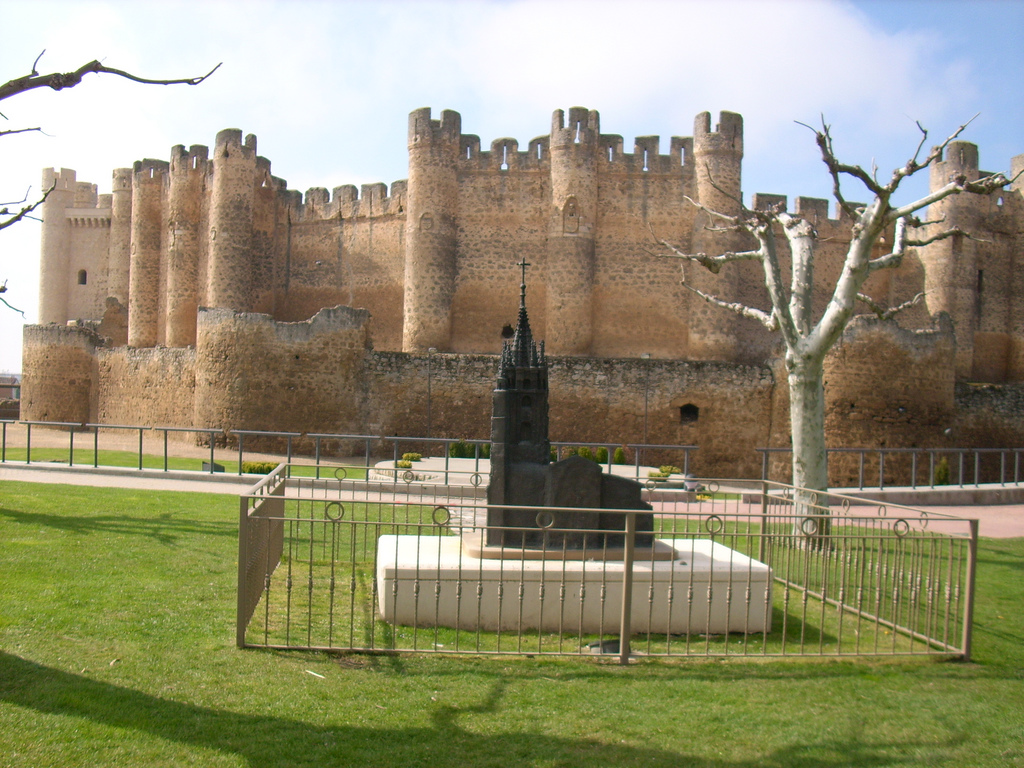
Valencia de Don Juan.

El primer censo oficial de 1857 reveló que residían en la provincia un total de 348.756 personas, en 81.212 hogares, estando el grueso de la población en las zonas rurales, siendo los únicos núcleos urbanos que sobresalían León, con 10.040 habitantes, Astorga, con 4.804 habitantes y Villafranca del Bierzo, con 4.547 habitantes. En Ponferrada, hoy segunda ciudad de la provincia, residían 3.565 habitantes, cifra muy similar a la de Valderas, con 3.544 y La Bañeza, con 3.106.
El crecimiento demográfico durante la segunda mitad del siglo XIX lo lastró la gran mortalidad, a duras penas compensada por la natalidad, produciéndose el mayor incremento en la zonas rurales. Así, en 1900, prácticamente en el siglo XX, la provincia contaba con 386 083 personas que residían en 103 052 viviendas; la capital contaba entonces con 15 580, y Ponferrada ya había empezado a convertirse en el núcleo urbano de referencia de la comarca berciana al contar con 7188 habitantes, adelantando a Astorga, con 5573 habitantes, como segundo núcleo de la provincia, posición que ya nunca abandonará.
Durante toda la primera mitad del siglo XX, siguiendo la dinámica del resto del país, la mortalidad descendió rápidamente mientras la natalidad lo hacía a un ritmo muy inferior; provocando un gran crecimiento vegetativo, que al coincidir en el tiempo con el período autárquico a finales del período, que impulsó el desarrollo de la minería del carbón y del hierro, provocó un gran crecimiento demográfico. El desarrollo urbano en este período no obstante fue escaso, alcanzando la capital los 59.549 habitantes en 1950, Ponferrada 23.773 y Astorga 9.916, por último, San Andrés del Rabanedo ya comenzaba un tímido desarrollo urbano por el desbordamiento hacia el oeste de la capital, alcanzando los 6.045 habitantes. En el global, la provincia alcanzó los 544.779 habitantes, que residían en 140.007 hogares.
En la siguiente mitad del siglo XX, la provincia alcanzó su máximo histórico, con 584.594 personas habitando 143.040 viviendas en 1960, comenzando a declinar a partir de entonces, a consecuencia del éxodo rural y la debilidad industrial de la provincia, que basaba su economía en la minería y la agricultura. Así, casi a finales de siglo, en 1991, la provincia contaba ya con 520.433 habitantes que residían en 170.407 hogares, lo que hace notar que en cada vivienda compartían techo menos personas que con respecto a 1960. A pesar del despoblamiento de la provincia, sus núcleos urbanos se refuerzan, alcanzando la capital en dicho año los 147.625 habitantes, el máximo histórico registrado en el municipio, Ponferrada, 59.702, San Andrés del Rabanedo, ya consolidado como tercer municipio de la provincia al verse beneficiado por el desbordamiento de la capital, alcanza los 21 643; Astorga los 13.802.
Durante el resto del siglo XX y tras el cambio de siglo, la población continuó bajando hasta un mínimo de 492 720 habitantes en el año 2004, a partir del cual, la llegada de inmigrantes extranjeros revierte la tendencia y permite recuperar en 2008 el medio millón de habitantes, con 500.200; una cifra que no obstante volvería a perder al finalizar la década, en 2010, con 499.284 habitantes. Durante este período se sigue manteniendo el desarrollo urbano frente al despoblamiento rural, alcanzando el área urbana de la capital leonesa los 206.011 habitantes y Ponferrada los 68.767, representando ambos más del 50% de la población provincial. Durante este período de decadencia demográfica, se ha producido de forma paralela un envejecimiento progresivo de la población, con un 30,21% por encima de los 60 años.
Los datos de la pirámide de población de 2010 se pueden resumir así:
- La población menor de 20 años es el 14,89 % del total.
- La comprendida entre 20-40 años es el 25,99 %.
- La comprendida entre 40-60 años es el 28,9 %.
- La mayor de 60 años es el 30,21 %.

| Gráfica de evolución demográfica de Demografía de la provincia de León entre 1900 y 2018                                                                  |
| |
| Población de derecho (1900-1991) o población residente (2001) según los censos de población del INE. Población según el padrón municipal de 2017 del INE. |

## Distribución

Mapa de densidad de población por municipios a partir de los datos del INE 2009.

La provincia de León tiene una superficie de 15,581 km² y una población de 500.169 personas, resultando una densidad de 32,1 hab/km², mayor que la densidad de la comunidad autónoma de 26,57 hab/km² pero muy inferior a los 91,13 hab/km² de España. La provincia se sitúa como la segunda más poblada de Castilla y León, tras perder la primera posición debido al escaso dinamismo demográfico de la provincia. En el conjunto nacional, la provincia se encuentra en el puesto 32.
La distribución de la población leonesa no es uniforme, distinguiéndose dos áreas especialmente pobladas que son a su vez las más dinámicas demográfica y económicamente: las áreas de León y de Ponferrada, que aglutinan conjuntamente más del 50% de la población provincial, un porcentaje que tiende a aumentarse por el mayor dinamismo de estas áreas frente al resto de la provincia. Tras estas dos áreas podemos destacar las ciudades de Astorga y La Bañeza y la Ribera del Órbigo, más poblada en el pasado. En el lado opuesto, las áreas menos pobladas son las comarcas de la Tierra de Sahagún, La Cabrera y la Montaña Oriental, con densidades de población por debajo de los 10 hab/km².

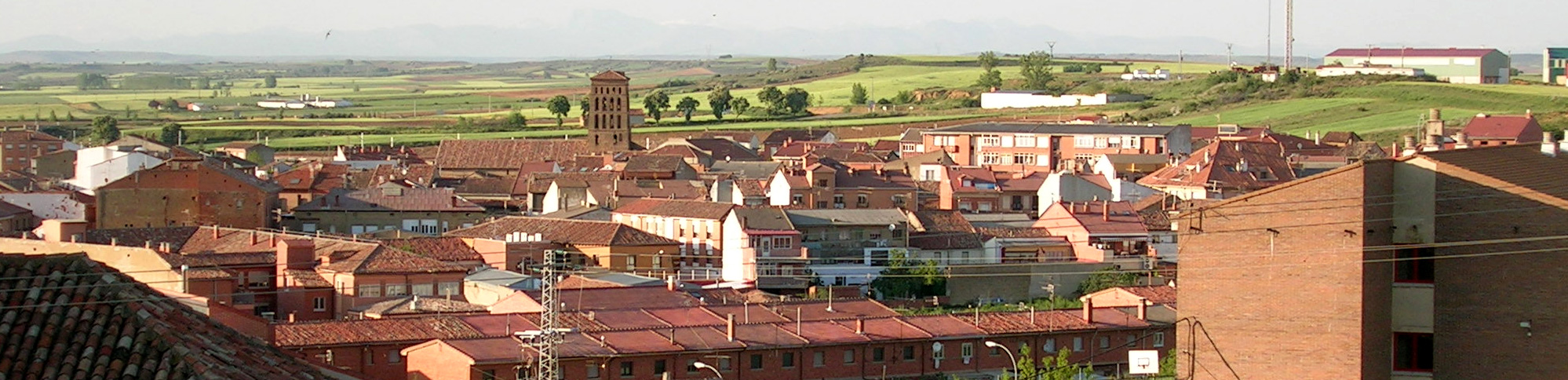
Sahagún.

| Entidad local              | 2010    | %     |
| -------------------------- | ------- | ----- |
| León                       | 134.012 | 26,84 |
| Área metropolitana de León | 206.011 | 41,26 |
| Ponferrada                 | 68.767  | 13,77 |
| Provincia de León          | 499.284 | 100,0 |

## Movimientos migratorios
Reseña histórica

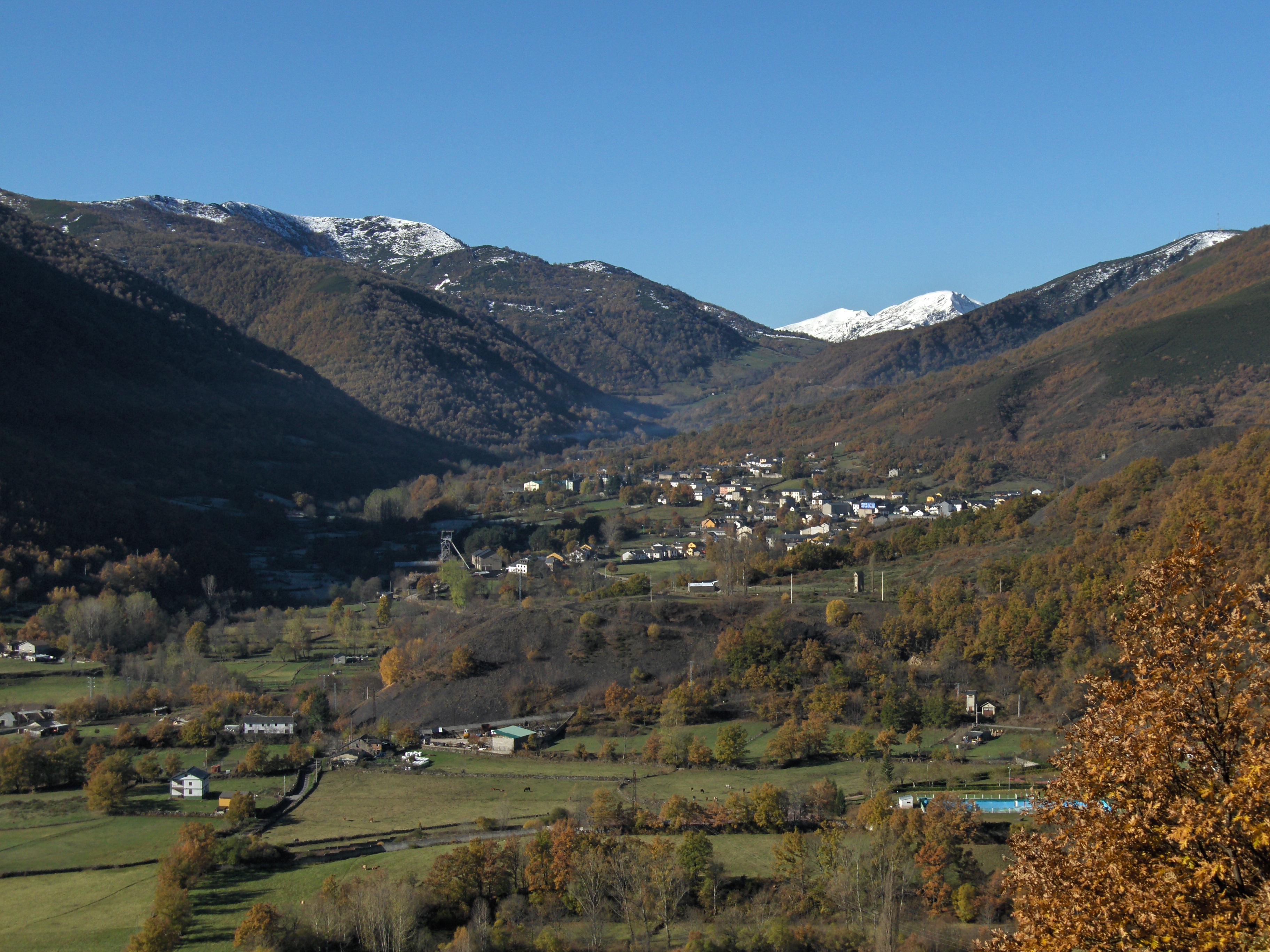
Laciana.

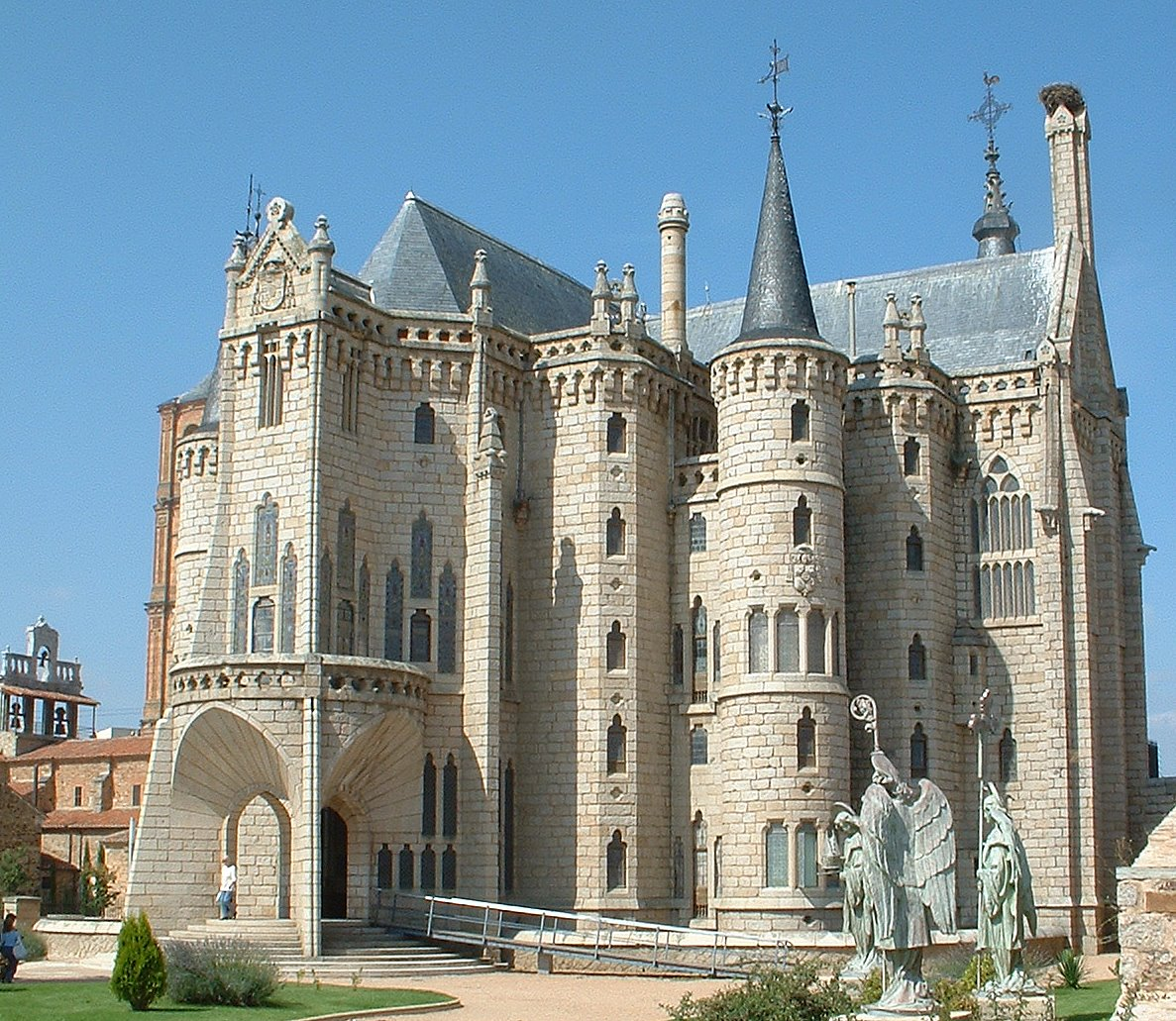
Astorga.

A finales del siglo XIX, principios del siglo XX, el desarrollo de la minería creará una gran afluencia de población hacia los principales polos extractivos; las cuencas de Laciana, El Bierzo, La Magdalena, Ciñera, Sabero, San Emiliano y Valderrueda, extendiéndose esta última más allá de la provincia de León, hacia la cuenca minera palentina. Los valles mineros, poco poblados y dependientes de una rudimentaria economía agraria de subsistencia registraron un importante crecimiento demográfico.
En la década de los 60, la provincia perdió gran parte de sus efectivos demográficos debido al éxodo rural, emigrando gran parte de la población hacia otras zonas más dinámicas; Madrid y Barcelona sobre todo, pero también el País Vasco, Asturias y el extranjero. Debido a este fenómeno demográfico, la población provincial pasó de 584.594 en 1960 a 517.368 en 1981, produciéndose al mismo tiempo un proceso de concentración de los leoneses en la capital y Ponferrada, que pasan de 73.483 a 131.134 personas y de 37.053 a 52.499 respectivamente en el mismo período. La crisis minera en los años 80 se suma a la emigración causada por el éxodo rural, causando una decadencia demográfica en las cuencas mineras que aún hoy continua.
Por último, el último movimiento migratorio destacable en la provincia, se produce en el inicio de la década de los 90 con la afluencia de extranjeros hacia la provincia, coincidiendo con el auge de la construcción. El incremento del número de extranjeros logra invertir la decadencia que la provincia mantenía, salvo en pequeños períodos, desde los años 60, con un mínimo en el año 2004, cuando 492.720 personas habitan la provincia. El proceso de concentración en torno a los núcleos urbanos se mantiene, reforzando el papel de las áreas de León y Ponferrada; San Andrés del Rabanedo y especialmente, Villaquilambre multiplican su población debido al escaso suelo disponible en el municipio de León.
Situación actual
Durante el período 2003-2007 se produjeron los siguientes flujos migratorios:
| Año  | Inmigración interior | Emigración interior | Saldo interior | Inmigración exterior | Emigración exterior | Saldo exterior | Saldo global |
| ---- | -------------------- | ------------------- | -------------- | -------------------- | ------------------- | -------------- | ------------ |
| 2003 | 17.354               | 18.502              | -1.148         | 1.975                | 107                 | 1.868          | 720          |
| 2004 | 15.431               | 16.945              | -1.514         | 2.654                | 101                 | 2.553          | 1.039        |
| 2005 | 15.567               | 17.572              | -2.005         | 3.992                | 229                 | 3.763          | 1.648        |
| 2006 | 20.100               | 20.685              | -585           | 4.488                | 426                 | 4.062          | 3.477        |
| 2007 | 20.362               | 20.775              | -413           | 5.018                | 550                 | 4.468          | 4.055        |

En 2009, la población leonesa se encontraba compuesta por 466.116 personas nacidas en España y por 34.053 personas nacidas en el extranjero. Entre los principales colectivos inmigrantes destacan los 4.450 portugueses, los 3.111 colombianos y los 3.039 marroquíes. Tras ellos también destacan los 2.514 franceses, los 2.455 búlgaros y los 2.144 rumanos. Por continentes, tras Europa, destacan los 12.135 americanos, de los que 8.680 son de América del Sur, seguidos muy de lejos por los 4.419 africanos.
En cuanto a la emigración, en 2009, de las 620.657 personas nacidas en la provincia y residentes en España, tan solo 396.377 residían en ella, distribuyéndose el resto por toda la geografía nacional, destacando las 52.889 personas residentes en Madrid, los 30.536 residentes en Cataluña, destacando el colectivo de 25.455 leoneses en Barcelona, los 29.759 residentes en Asturias, los 22.169 leoneses residentes en el País Vasco y los 15.006 personas residentes en Galicia.

## Principales localidades
La provincia de León es la 35.ª de España en que existe un mayor porcentaje de habitantes concentrados en su capital (25,35 %, frente a 31,96 % del conjunto de España).